# Lee Clark
Lee Robert Clark (Wallsend, 26 ottobre 1972) è un allenatore di calcio ed ex calciatore inglese, di ruolo centrocampista.

## Biografia
È padre del calciatore Bobby Clark.

## Carriera

### Club
Da giocatore ha militato nel Newcastle United (dal 1990 al 1997 e dal 2005 al 2007), nel Sunderland (dal 1997 al 1999) e nel Fulham (dal 1999 al 2005).

### Nazionale
Tra il 1992 ed il 1993 ha giocato 11 partite con la nazionale inglese Under-21.

### Allenatore
Nel novembre 2007 diventò vice di Glenn Roeder sulla panchina del Norwich City. Nel 2008 venne scelto come allenatore dell'Huddersfield Town.
Il 27 giugno 2012 viene comunicato dal Birmingham City il suo ingaggio come nuovo allenatore della prima squadra. Lee Clark porta con sé anche Terry McDermott come suo assistente.
Il 15 febbraio 2016 diventa il nuovo allenatore del Kilmarnock. Il 1º Giugno 2019 firma per il Blyth Spartans AFC, squadra del Northumberland militante nella National League North.

## Palmarès

### Giocatore

#### Competizioni nazionali
- Second Division: 3

Newcastle: 1992-93
Sunderland: 1998-99
Fulham: 2000-01

#### Competizioni internazionali
- Coppa Intertoto UEFA: 2

Fulham: 2003
Newcastle: 2006